# TDK

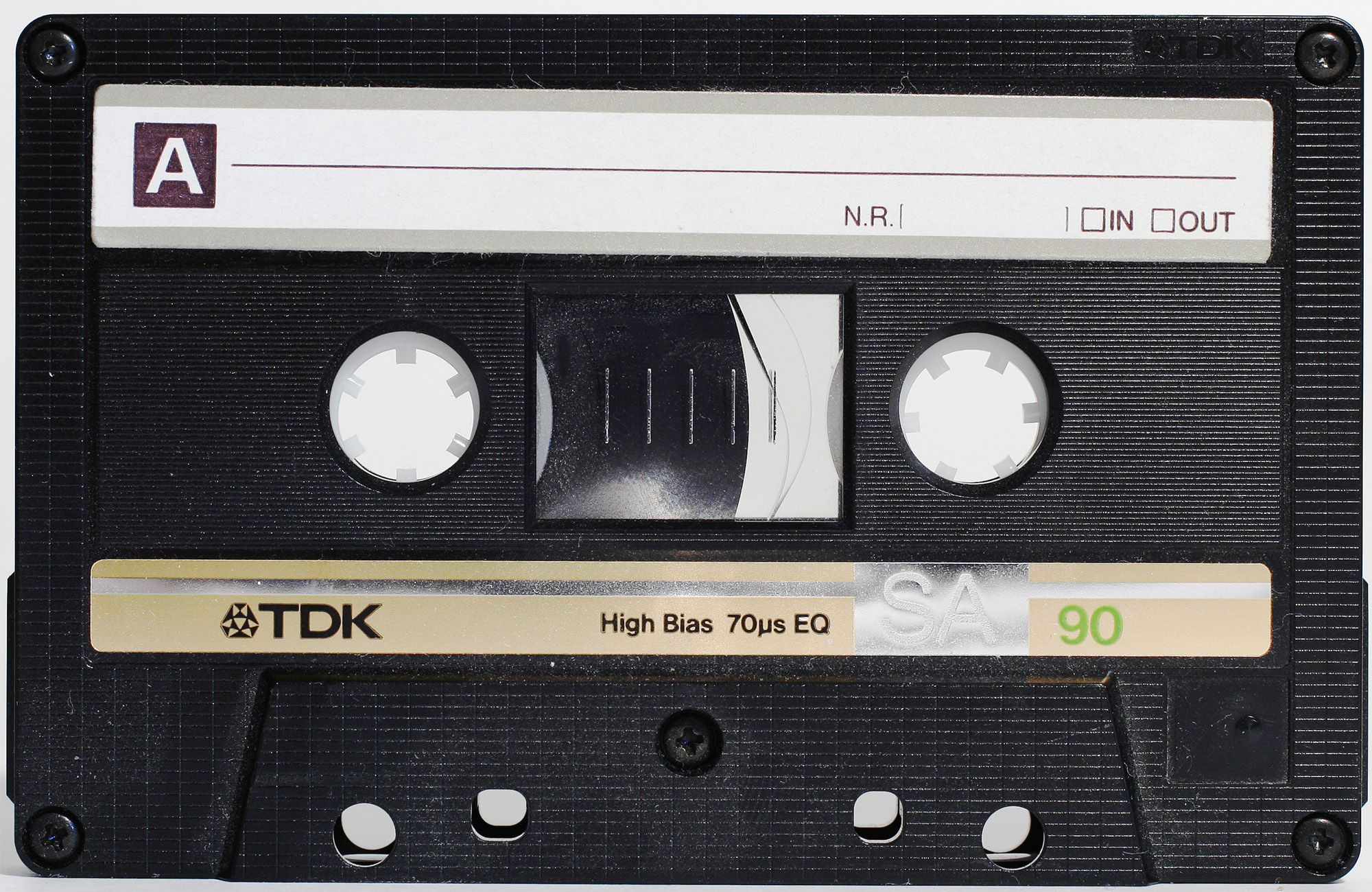
Компакт-кассета TDK

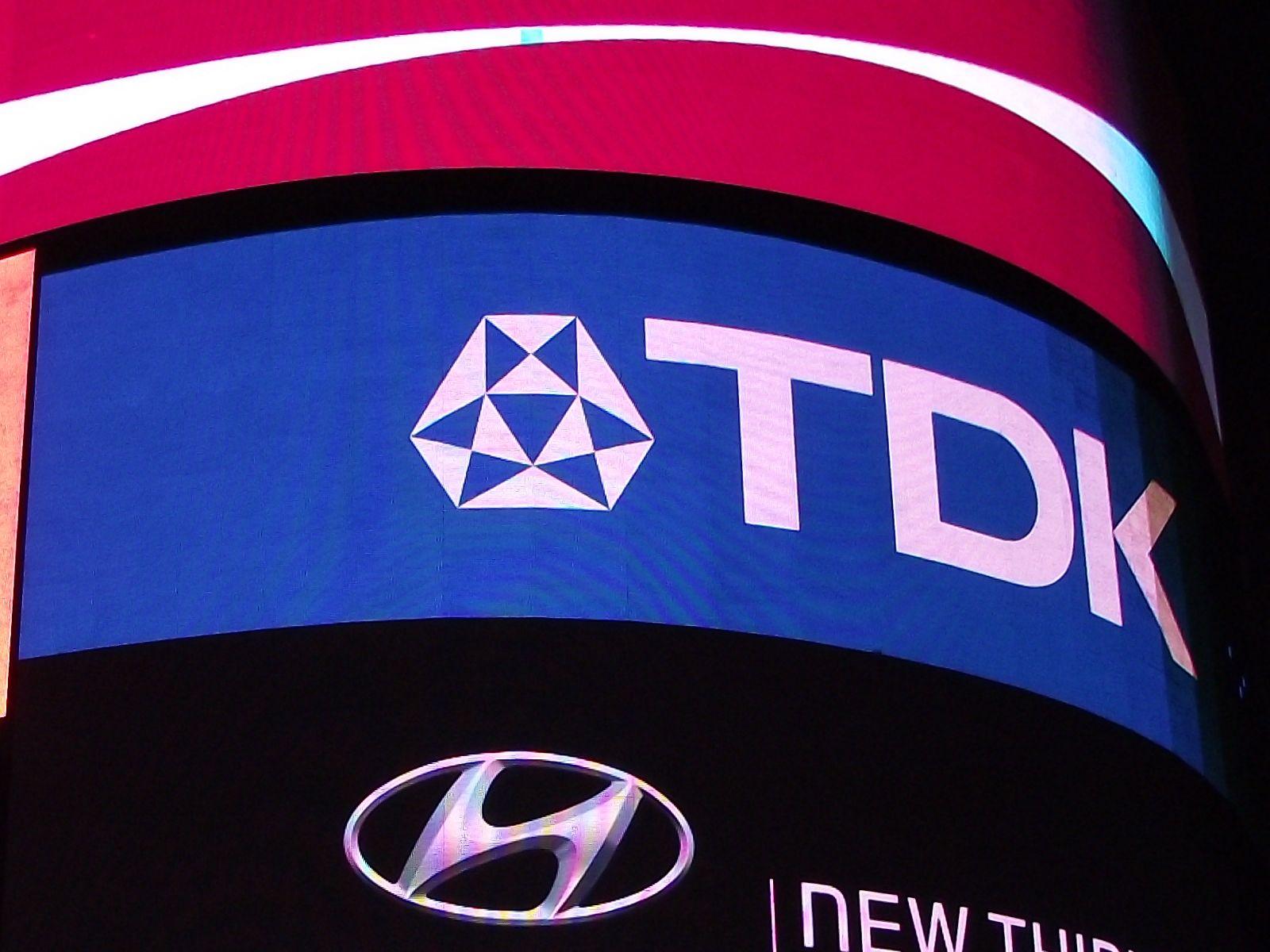
Логотип TDK в Лондоне.

TDK Corporation (яп. TDK株式会社 ти:ди:кэй кабусикигайся) — японская компания, занимающаяся производством электронных компонентов и носителей информации. Название произошло из исходного японского названия компании Tokyo Denkikagaku Kōgyō (англ. Tokyo Electronics and Chemicals).

## История
TDK была основана в Японии 7 декабря 1935 года для производства ферритов. В 1952 запускается производство магнитных лент, а позже, в 1966 году, производство компакт-кассет, благодаря которым компания и получила широкую известность . На данный момент TDK выпускает широкий спектр магнитных и оптических носителей информации. Недавно запущено производство USB флеш-накопителей.
В 2004 году TDK стала первым производителем носителей информации, присоединившимся к разработке Blu-ray дисков.
В 2006 году, закрыв свой завод в Люксембурге, TDK прекратила производство записываемых CD и DVD, перебросив все силы на выпуск Blu-ray дисков. TDK до сих пор выпускает CD-RW. Также компания выпускает наушники для прослушивания музыки и гарнитуры для мобильных устройств.
В конце 2007 года компания Imation приобрела у TDK право на использование названия TDK Life On Record при производстве магнитных лент, оптических и дисковых накопителей, флэш продуктов и аксессуаров. TDK может отменить это право через 25 лет.

## Спонсорство
С 1982 по 1991 год TDK спонсировала амстердамский футбольный клуб «Аякс». Компания в 1993-99 годах была титульным спонсором футбольного клуба «Кристал Пэлас».